# 扬州 (九州)
扬州，是中国漢族傳統地域（九州）之一，也是“十二州”之一。汉代以后，成为实际行政区。管辖今江蘇、安徽南部，浙江、福建、江西、廣東、上海全境及廣西部分地區。

## 先秦起源
相传大禹治水后，分天下为九州，扬州即其中之一。虽然先秦時代关于九州有多种版本，但扬州在这些版本中都是九州之一：
- 《尚书·禹贡》中的“扬州”

《禹贡》写道：“淮海惟扬州。”按孔安国《尚书传》的解释，这个“扬州”的范围是“北据淮，南距海”。“惟”在现代汉语中的意思为“是”；“淮”即淮水，今淮河；“海”即大海，按《正义》应指今南中国海。据郦道元所著《水经注·淮水》记载：“淮水左径泗水国（今江苏省宿迁市泗阳县）南，故东海郡也......又东至广陵淮浦县（今江苏省淮安市涟水县），入于海......淮水于（淮浦）县枝分，北为游水......游水东北入海，旧吴之燕岱，常泛巨海，惮其涛险，更沿溯是渎，由是出。《地理志》曰：游水自淮浦北入海......”，则明确的指出古代淮河向东流入洪泽湖并经由现在的宿迁市、淮安市一带径向东北部今连云港市的方向注入大海，意即古时的淮河入海口在北面的黄海而非今日这般沿长江口入南面的东海，同时亦清晰的勾勒出了古徐州和古扬州之间的天然分界限，故此“淮海惟扬州”的意思即为“扬州是北抵淮水、南达南海的一个州”。由此，《禹贡》把“扬州”的范围限定为淮河以南、南海以北的广大地域，即大约为今江苏、安徽淮河以南部分，以及上海、浙江、福建、江西、广东全境，再加上湖北、河南、廣西的一部分。今天的扬州市也在这个范围内。
- 《尔雅·释地》中的“扬州”

《尔雅·释地篇第九》写道：“江南曰扬州。按东晋郭璞的《尔雅注》，这个“扬州”的范围是：“自江南至海”。宋代邢昺的《尔雅疏》则说：“此云江南者，举远大而言也。”。即是说長江以南到南海岸邊也是扬州地域，则今天的扬州市并不在这个范围内。
- 《周礼·职方》和《吕氏春秋·有始览》中的“扬州”

《周礼·夏官司马篇第四·职方氏》写道：“东南曰扬州。”即整个中国的东南地区都属于扬州，后来的《吕氏春秋·有始览·有始》写道：“东南为扬州。”与《周礼》的说法大同小异。
戰國時代的秦、楚兩國已經存在揚州的概念。

### 名稱
至于“扬州”因何得名，有多種說法。潘宝明认为大体有四说[https://web.archive.org/web/20071009002041/http://www.yztour.com.cn/scchina/showwz.asp?wztype=118&id=112%5D%EF%BC%9A
1. 与树有关。《春秋元命苞》云：“厥土下湿而多生杨柳，以为名”。沈括《梦溪笔谈》云：“扬州宜杨，荆州宜荆”。在这种说法中，扬州常被写成杨州。
2. 与水有关。《释名》云：“扬州州界多水，水波扬也。”《诗经》释文曰：“扬，如字，激扬也”。
3. 与地气人性有关。《尔雅注》云：“江南其气躁劲，厥性轻扬，故曰杨。杨，扬也。”
4. “扬”由“越”来。《周礼正义》云：“此州地苞百越，扬、越声转，义亦同，扬州当因扬越得名，犹荆州之与荆楚义亦相因矣”。

在589年隋朝灭陈朝、统一九州以前，“扬州”常作“杨州”，或古书“扬杨错出”，揚、楊两者常常混用。

## 地理范圍
| 《禹贡》揚州地域 | 漢代區劃 | 晋代區劃 | 明代區劃 |
| ---------------- | -------- | -------- | -------- |
| 揚州             | 揚州     | 揚州     | 南直隸   |
| 揚州             | 揚州     | 揚州     | 浙江省   |
| 揚州             | 揚州     | 揚州     | 福建省   |
| 揚州             | 揚州     | 揚州     | 江西省   |
| 揚州             | 交趾     | 廣州     | 廣東省   |
| 揚州             | 交趾     | 交州     | 南寧府   |
| 揚州             | 荊州     | 交州     | 南寧府   |

## 備註
1. ↑  明朝人認為今日的江蘇、安徽、浙江、福建、江西、廣東、廣西、海南八省地理範圍都屬於九州中的揚州州域,《大明一統志》亦同。
2. ↑  其中的南康、九江、吉安三府境內都有局部地域屬於荊州
3. ↑  交阯刺史部原屬揚州地域[參⁠ 5][參⁠ 6]，在天文分野上也屬揚州[參⁠ 7]。
4. 1 2  東漢時，交州刺史部的蒼梧、南海、九真、交趾、日南五郡併入《禹貢》荊州地域，另外鬱林、合浦二郡則併入《禹貢》梁州地域[參⁠ 8]
5. 1 2  原屬揚州地域[參⁠ 9]
6. ↑  其中的高州、廉州、雷州、瓊州四府在天文分野上屬於揚州
7. ↑   註: